# Amina Al-Bish
Amina Al-Bish   (Idlib) és una rescatista voluntària de l'organització Cascos Blancs. Gestiona un centre d'acollida per a dones a Ariha, al nord del país.

## Antecedents
La vida d'Al-Bish està marcada pel resultat de la guerra civil siriana. Durant més d'una dècada, ella i la seva família van patir les conseqüències del conflicte i van aprendre a organitzar-se per tal de salvar la seva vida de manera ràpida i efectiva.

## Voluntariat amb Defensa Civil Siriana (SCD)
L'any 2017 durant un període d'intensificació de la guerra, Amina Al-Bish va allistar-se com una de les primeres voluntàries femenines de l'organització Defensa Civil Siriana, anomenada també Cascos Blancs, amb l'esperança de proporcionar cures als ferits de guerra i de salvar algunes vides. En aquesta situació va aplicar els coneixements d'infermeria, una carrera que havia estudiat abans de la guerra.
Més tard Al-Bish es va oferir voluntària per rescatar les víctimes pel terratrèmol que va afectar la zona de Síria i Turquia al febrer del 2023. Aquesta catàstrofe va afectar diversos membres de la seva família i a altres persones que van quedar sepultades sota els enderrocs i la runa.
En l'actualitat continua la col·laboració amb l'organització i gestiona un centre d'acollida de dones al nord de Síria. Allà continua estudiant una llicenciatura d'Administració d'Empreses.

## Reconeixement
L’any 2023 va ser reconeguda per la BBC a la llista anual de 100 dones inspiradores i influents del món